# نائومی اسمالز
نائومی اسمالز (به انگلیسی: Naomi Smalls) (زاده ۸ سپتامبر ۱۹۹۳) زن‌پوش آمریکایی است.